# Lachapelle-sous-Gerberoy
Lachapelle-sous-Gerberoy és un municipi francès, situat al departament de l'Oise i a la regió dels Alts de França. L'any 2007 tenia 162 habitants.

## Demografia

### Població
El 2007 la població de fet de Lachapelle-sous-Gerberoy era de 162 persones. Hi havia 64 famílies de les quals 12 eren unipersonals (4 homes vivint sols i 8 dones vivint soles), 16 parelles sense fills, 32 parelles amb fills i 4 famílies monoparentals amb fills.
La població ha evolucionat segons el següent gràfic:
Habitants censats

### Habitatges
El 2007 hi havia 73 habitatges, 63 eren l'habitatge principal de la família, 8 eren segones residències i 2 estaven desocupats. Tots els 73 habitatges eren cases. Dels 63 habitatges principals, 58 estaven ocupats pels seus propietaris i 5 estaven llogats i ocupats pels llogaters; 3 tenien dues cambres, 8 en tenien tres, 17 en tenien quatre i 35 en tenien cinc o més. 50 habitatges disposaven pel capbaix d'una plaça de pàrquing. A 23 habitatges hi havia un automòbil i a 35 n'hi havia dos o més.

### Piràmide de població
La piràmide de població per edats i sexe el 2009 era:
| Homes | Edats   | Dones |
| ----- | ------- | ----- |
| 0     | 95 o +  | 0     |
| 0     | 90 a 94 | 0     |
| 4     | 85 a 89 | 0     |
| 0     | 80 a 84 | 0     |
| 0     | 75 a 79 | 0     |
| 4     | 70 a 74 | 4     |
| 4     | 65 a 69 | 0     |
| 8     | 60 a 64 | 0     |
| 8     | 55 a 59 | 8     |
| 4     | 50 a 54 | 0     |
| 12    | 45 a 49 | 4     |
| 8     | 40 a 44 | 12    |
| 0     | 35 a 39 | 8     |
| 4     | 30 a 34 | 0     |
| 0     | 25 a 29 | 4     |
| 4     | 20 a 24 | 4     |
| 8     | 15 a 19 | 16    |
| 8     | 10 a 14 | 12    |
| 0     | 5 a 9   | 0     |
| 0     | 0 a 4   | 0     |

## Economia
El 2007 la població en edat de treballar era de 113 persones, 82 eren actives i 31 eren inactives. De les 82 persones actives 73 estaven ocupades (35 homes i 38 dones) i 9 estaven aturades (4 homes i 5 dones). De les 31 persones inactives 16 estaven jubilades, 10 estaven estudiant i 5 estaven classificades com a «altres inactius».

### Ingressos
El 2009 a Lachapelle-sous-Gerberoy hi havia 64 unitats fiscals que integraven 166 persones, la mediana anual d'ingressos fiscals per persona era de 21.726 €.

### Activitats econòmiques
Dels 2 establiments que hi havia el 2007, 1 era d'una empresa de transport i 1 d'una empresa financera.
L'any 2000 a Lachapelle-sous-Gerberoy hi havia 4 explotacions agrícoles.

## Poblacions més properes
El següent diagrama mostra les poblacions més properes.